# Kattehosur, Alur
Kattehosur là một làng thuộc tehsil Alur, huyện Hassan, bang Karnataka, Ấn Độ.